# Andrei Kolesnikov
Andrei Borisovich Kolesnikov (em russo:  Андрей Борисович Колесников; Oktyabrskoye, 6 de fevereiro de 1977) é um major-general das Forças Terrestres da Rússia.

## Biografia
Nascido em Oktyabrskoye, Voronezh Oblast, em 6 de fevereiro de 1977, Kolesnikov se formou em uma faculdade de tanques em Kazan (1999), na Academia de Armas Combinadas das Forças Armadas da Federação Russa (2008) e na Academia Militar do Estado-Maior das Forças Armadas. Forças da Rússia (2020). Em 2010, Kolesnikov era tenente-coronel e serviu como chefe de gabinete da 4ª Divisão de Tanques de Guardas. Ele foi promovido ao posto de major-general e nomeado, em dezembro de 2021, o comandante do 29º Exército de Armas Combinadas do Distrito Militar do Leste no Zabaykalsky Krai.
Kolesnikov participou da invasão russa da Ucrânia e foi morto, segundo as autoridades ucranianas, em 11 de março de 2022. Oficiais da OTAN confirmaram que um comandante russo do distrito militar oriental da Rússia se tornou o terceiro oficial general russo a ser morto nas hostilidades (depois de Andrey Sukhovetsky e Vitaly Gerasimov), mas não especificou seu nome. Fontes ocidentais disseram que cerca de 20 grandes generais foram enviados para a frente ucraniana, dos quais três foram mortos na época. Fontes ocidentais disseram que mais generais estão sendo mortos do que o normal, porque estão sendo empurrados para mais perto da linha de frente do que o normal, para aumentar o moral dos soldados russos. Autoridades ucranianas disseram que um quarto general, Oleg Mityaev, morreu em 15 de março em Mariupol. A morte destes oficiais, contudo, não foi confirmada por fontes independentes. No dia 14 de Março de 2023, Kolesnikov apareceu concedendo uma entrevista ao apresentador russo Vladimir Solovyov, comprovando que os boatos sobre sua morte eram infundados.